# Gymnopogon delicatulus
Gymnopogon delicatulus är en gräsart som först beskrevs av Charles Baron Clarke, och fick sitt nu gällande namn av Norman Loftus Bor. Gymnopogon delicatulus ingår i släktet Gymnopogon och familjen gräs. Inga underarter finns listade i Catalogue of Life.